# Gianni Biondillo
Gianni Biondillo, né le 3 février 1966 à Milan, est un architecte, un scénariste et un écrivain italien, auteur de roman policier et d'essai.

## Biographie
Après l'obtention d'un diplôme en architecture, il choisit l'écriture et rédige des scripts pour la télévision et signe au cinéma le scénario de la comédie A casa di Irma, réalisé par Alberto Bader en 1999. Il donne aussi un essai sur Pier Paolo Pasolini en 2001.
À partir de 2004, il se lance dans le roman policier avec la série de l'Ispettore Ferraro.

## Œuvre

### Romans

#### SérieIspettore Ferraro
- Per cosa si uccide (2004) Publié en français sous le titre Pourquoi tuons-nous ?, Paris, Losfeld, coll. Littérature étrangère: Polar, 2006  (ISBN 978-2864249252)
- Con la morte nel cuore (2005) Publié en français sous le titre La Mort au cœur, Paris, Losfeld, coll. Littérature étrangère: Polar, 2009  (ISBN 978-2070787425)
- Il giovane sbirro (2007)
- I materiali del killer (2011) Publié en français sous le titre Le Matériel du tueur, Paris, Métaillé, coll. Bibliothèque italienne, 2013  (ISBN 978-2070789979)
- Cronaca di un suicidio (2013)
- Nelle mani di Dio (2014)
- L'incanto delle  sirene (2015) Publié en français sous le titre Le Charme des sirènes, Paris, Métaillié, 2017
- Il sapore del sangue (2018) Publié en français sous le titre Le Goût du sang, Paris, Métaillié, 2025
- I cani del barrio (2022)

#### Autres romans
- Per sempre giovane (2006)
- Nel nome del padre (2009)

### Nouvelles
- Come fu che alla fine ho ascoltato (e amato) i Radiohead (2008)
- Pene d'amore: sette racconti erotici (2008)
- Strane storie (2012)

### Autres publication
- Pasolini: il corpo della città (2001)
- Il mio amico Asdrubale (2013)

## Filmographie
- 1999 : A casa di Irma, film italien réalisé par Alberto Bader, avec Valeria Milillo et Rosalinda Celentano